# Luyt Wortel
Luyt Wortel (död efter 1650), ledare för ett upplopp i Culemborg i Nederländerna, känt i den holländska historien som kvinnoupploppet i Culemborg.  
Hon var änka efter en Adriaen Root och hade en son och två döttrar. Upploppen orsakades då myndigheterna beskyddade tre kvarnägares privilegium på malning genom att beslagta alla de mindre instrument som användes av kringvandrande "malare". Den 2 maj 1650 samlades ett uppbåd kvinnor som med ett blått baner och trumma aggressivt protesterade utanför stadshuset med sina krav. Deras krav gick igenom 6 maj och lagen ändrades. I augusti 1650 greps de som ansågs ansvariga för upploppet. Två män dömdes till döden, medan Wortel dömdes till förvisning för att ha krossat fönsterrutor i stadshuset.    